# کراشنیک (استان اشوی‌داشکسیه)
کراشنیک (به لهستانی: Kraśnik) یک منطقهٔ مسکونی در لهستان است که در گمینا پووانگتس واقع شده‌است. کراشنیک ۱۷۰٫۴ متر بالاتر از سطح دریا واقع شده‌است.